# Kahagas
Kahagas (nacido el 15 de julio) es un luchador profesional japonés-estadounidense. Actualmente compite en el circuito independiente y es ex Campeón Nacional Peso Pesado de NWA, Campeón Norteamericano Peso Pesado de NWA y Campeón Mundial Peso Pesado de NWA.

## Campeonatos y logros

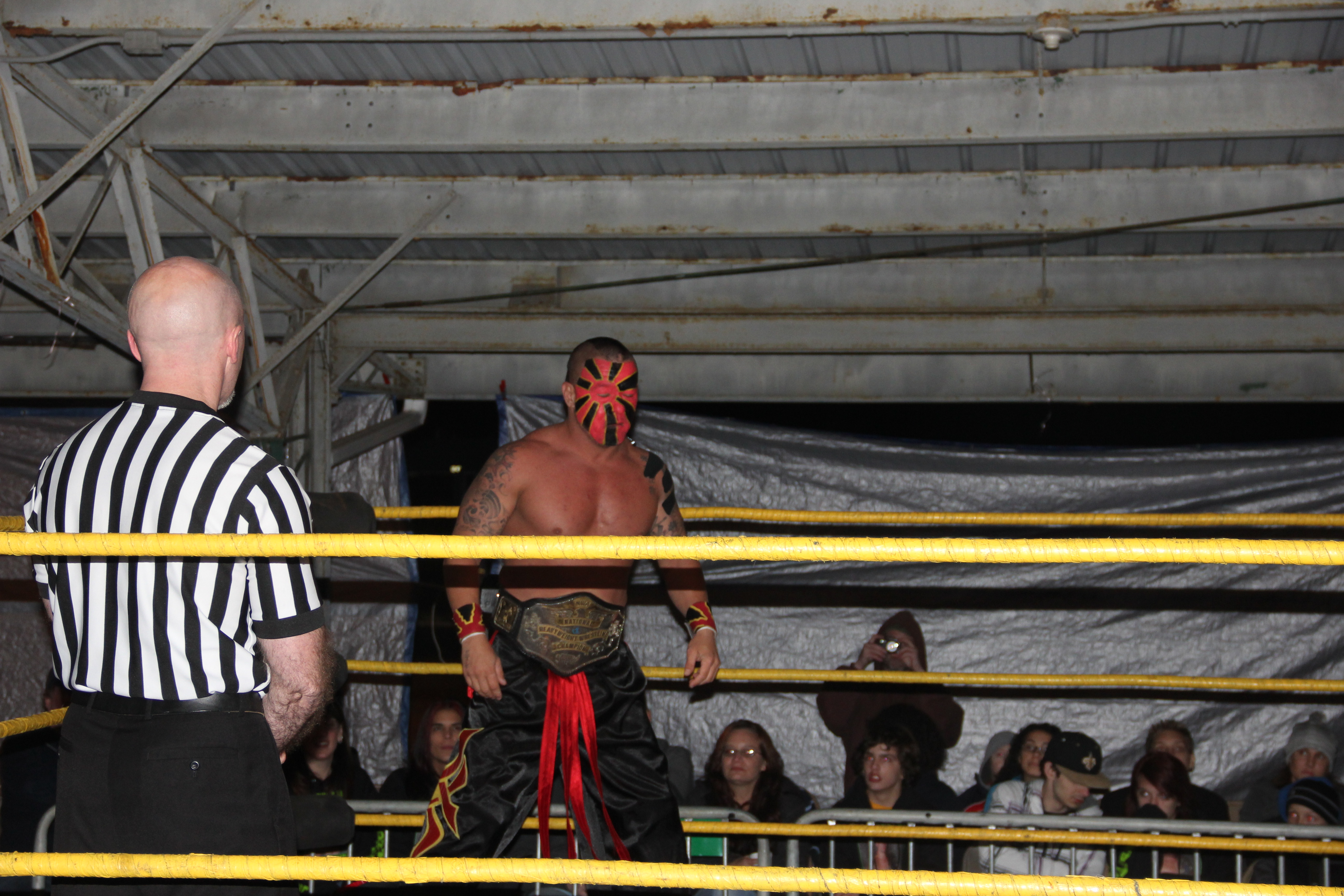
Kahagas como Campeón Nacional Peso Pesado de NWA.

- Allied Independent Wrestling Federations
  - AIWF World Heavyweight Championship (1 vez)
  - AIWF Northeast Championship (1 vez)
- Brew City Wrestling 
  - BCW Heavyweight Championship (1 vez)[2]
- Cauliflower Alley Club
  - Men's Wrestling Award (2017)[3]
- Coastal Championship Wrestling
  - CCW Heavyweight Championship (1 vez)
  - Southeastern Heavyweight Championship (2 veces)
- Florida Underground Wrestling
  - FUW Heavyweight Championship (1 vez)
- High Voltage Wrestling
  - HVW Midwest Heavyweight Championship (1 vez)[1]
  - HVW Livewire Champion (1 vez)
- Independent Wrestling Association Florida
  - IWA Florida Junior Heavyweight Championship (1 vez)
- Jersey Championship Wrestling
  - JCW Lightweight Championship (1 vez)
- National Wrestling Alliance
  - NWA World Heavyweight Championship (1 vez)
  - NWA National Heavyweight Championship (2 veces)
  - NWA North American Heavyweight Championship (1 vez)
- New World Wrestling Extreme
  - NWWE Heavyweight Championship (2 veces)
- Southern Illinois Championship Wrestling
  - SICW Classic Championship (1 vez)[4]
- Southwest Wrestling Entertainment
  - SWE Heavyweight Championship (1 vez)[5]
- Vendetta Pro Wrestling
  - 2015 Cauliflower Alley Cup[6]
  - 2016 Casino Royale Rumble Winner[7]
- Wrecking Ball Wrestling
  - Match of the Year (2012) vs. Tony Martin[8]

- Pro Wrestling Illustrated
  - Fue situado #165 en el PWI 500 en 2013[9]